# Trumslagaren 11

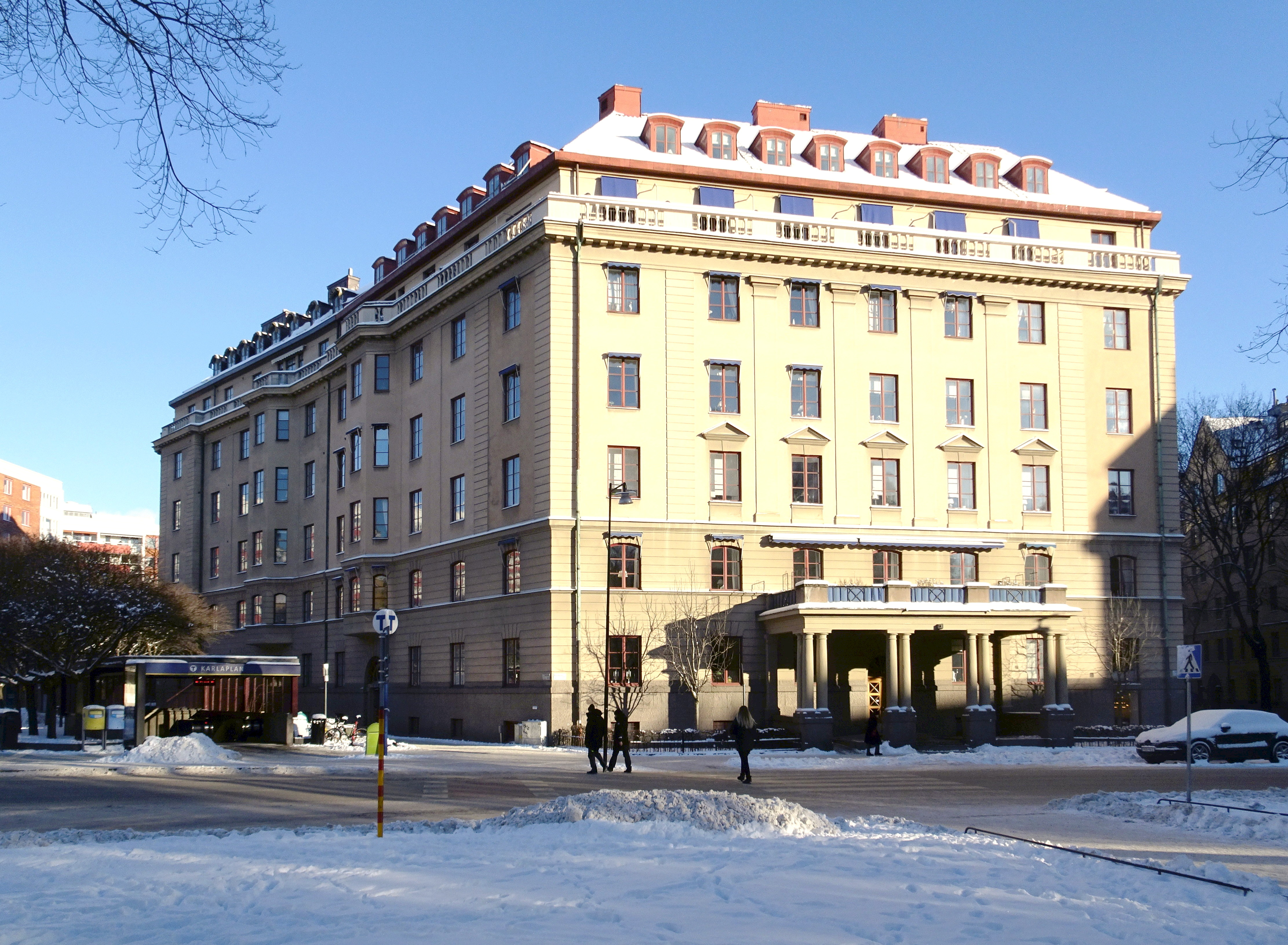
Trumslagaren 11, Karlaplan 14 (högra delen), sammanbyggd och samkomponerad med Trumslagaren 7 (vänstra delen), januari 2021.

Trumslagaren 11 är en kulturhistoriskt värdefull bostadsfastighet i kvarteret Trumslagaren vid hörnet Karlaplan 14 / Gösta Bohmans plats / Lützengatan 1 på Östermalm i Stockholm. Byggnaden är grönmärkt av Stadsmuseet i Stockholm vilket innebär att den bedöms vara "särskilt värdefulla från historisk, kulturhistorisk, miljömässig eller konstnärlig synpunkt".

## Historik

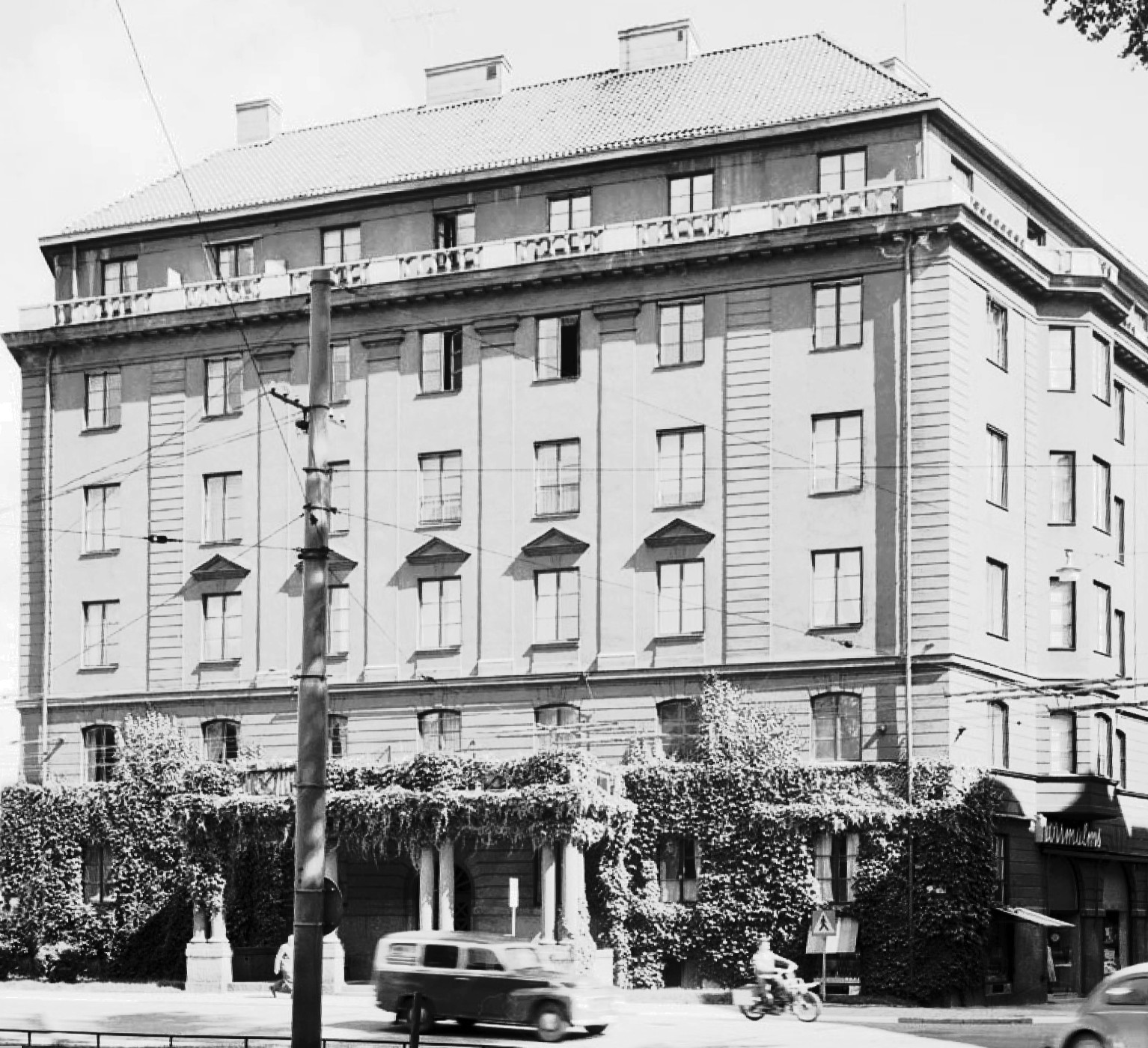
Trumslagaren 11, 1962.

Trumslagaren 11 är tillsammans med Vedbäraren 19, Djursborg 11 och Musketören 10 en av Karlaplans fyra karaktärsbyggnader som omslutar norra sidan av platsen. Trumslagaren 11 uppfördes som pendang till Djursborg 11 och ritades 1920 av samma arkitektkontor, Höög & Morssing. Arkitekt Victor Bodin stod 1925 för ändrade fasader och planer. Byggherre var Fastighets AB Drott och byggmästare var byggnadsingenjören Hjalmar Nilsson Wadstrand tillsammans med Granit & Beton AB som även upprättade ritningar för husets betongkonstruktioner.
Både Djursborg 11 och Trumslagaren 11 skulle bilda en sorts portalbyggnader till höger och vänster om den förplats (nuvarande Gösta Bohmans plats) som enligt stadsplanen från 1911 skulle leda till en monumental tornförsedd offentlig byggnad där Fältöversten nu står.
Ett översiktligt koncept över bebyggelsen av Karlaplans norra del presenterades 1916 av arkitektkontoret Hagström & Ekman. Fyra byggnader (Vedbäraren 19, Djursborg 11, Musketören 10 och Trumslagaren 11) fick i sammanhanget en dominerande roll. Själv ritade kontoret bara Musketören 10 men de övriga inblandade arkitekterna följde i stora drag Hagström & Ekmans gestaltningskoncept och idag framstår de fyra husen som en enhet i gatubilden (se Stadsplan för Karlaplans norra del).

## Byggnadsbeskrivning

### Exteriör

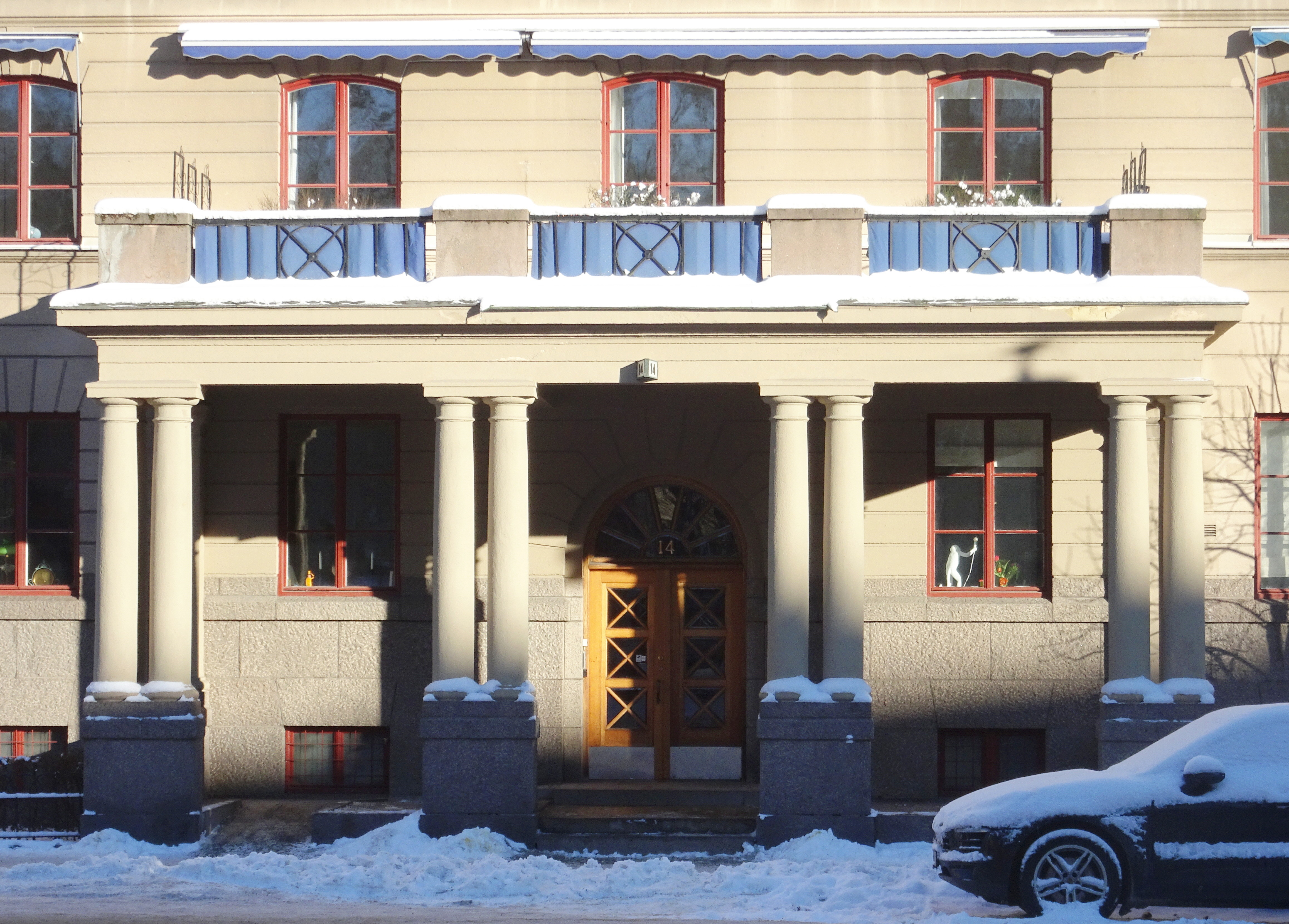
Portalen och altanen.

Byggnadens plan har V-form med huvudsidan mot Karlaplan och två flyglar, en mot Lützengatan och en mot nuvarande Gösta Bohmans plats. Huset fick fem våningar och en något indragen takvåning samt en övre och en nedre källare. Gatufasaden är samkomponerad med Trumslagaren 7 och gestaltades av Höög & Morssing i typisk 1920-talsklassicism. 
Sockeln består av granit, fasaderna är slätputsade och i höjd med bottenvåningen, våning 1 trappa samt i hörpartier utförda bandrusticerade. Fasadens mittenparti mot Karlaplan smyckas av fyra kolossalpilaster som sträcker sig över tre våningsplan. Längs med takvåningen löper en balustrad längs hela fasaden. Huvudentrén (Karlaplan 14) omges av en monumental portik som består av fyra parställda kolonner i granit vilka bär upp en stor altan med smidesräcke. Entréarrangemanget återkommer på Djursborg 11.

### Interiör

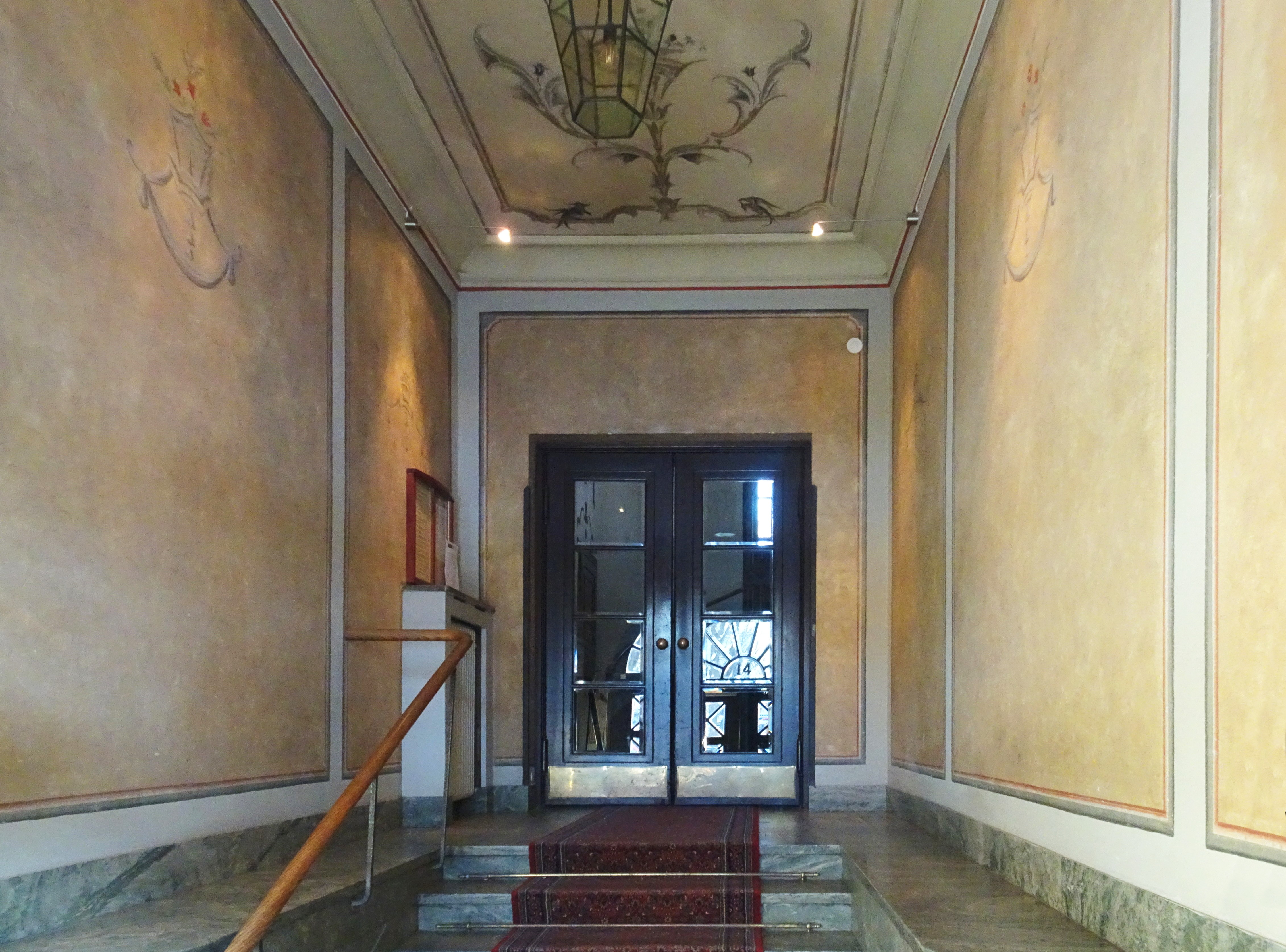
Entréhallen.

Entréhallen nås via en glasad ekport med kryssformad spröjsning och fasettslipade glas. Golv, trappor och sockel i entréhallen består av grön kolmårdsmarmor. Väggarna är fältindelade och målade i grått och brunt i nyklassisk stil. Taket smyckas av en takmålning visande blomstergirlanger och fåglar. En glasad mellandörr leder till trapp- och hisshallen. Huvudtrappan har trappsteg av grön marmor och fönster med blyglasade rutor.
Husets bostäder skulle locka den välbeställda borgarklassen att hyra och är därför koncipierade mycket stora. Den större hade tio rum och kök inklusive två jungfrurum. Därtill kom en rymlig hall med öppen spis och kapprum. Köken nåddes via sammanlagd tre kökstrappor alla med hiss och till köket hörde, som brukligt, ett serveringsrum. Huvudtrappan fick bara begagnas av herrskapet. I anslutning till entréhallen fanns en liten portvaktslägenhet. 

### Ägare
Trumslagaren 11 färdigställdes 1926, då uppger Stockholms adresskalender byggnadsingenjören Hjalmar Nilsson Wadstrand som ägare vilken förvärvat fastigheten från den ursprungliga byggherren Fastighets AB Drott. Wadstrand kom själv att bo i huset fram till sin död 1944. I början fanns 23 lägenheter i byggnaden. Idag ägs fastigheten av bostadsrättsföreningen Trumslagaren 11 som bildades 1979. I huset finns 38 lägenheter med storlekar mellan 43 m² och 272 m².

### Ritningar

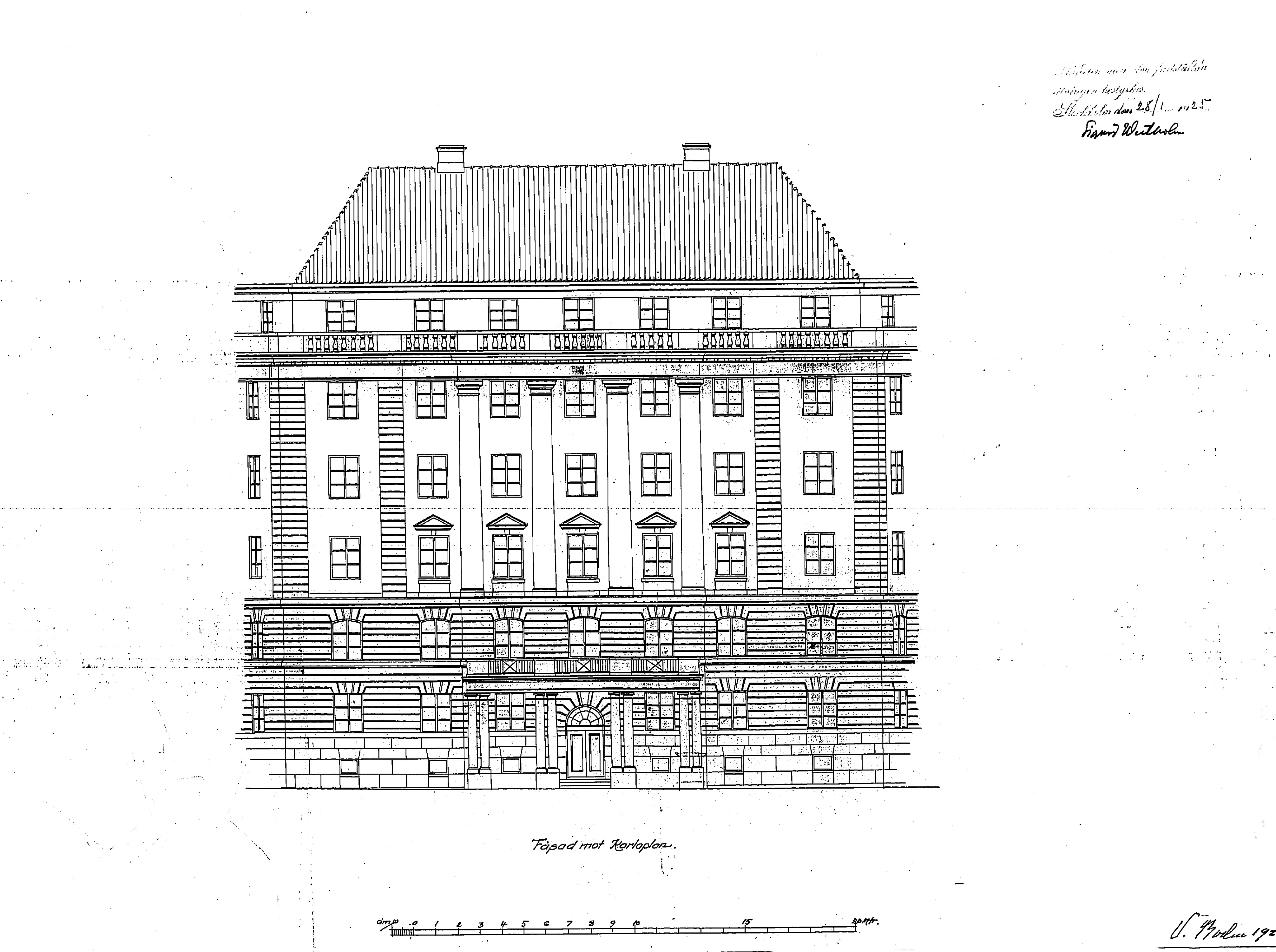
Fasad mot Karlaplan.
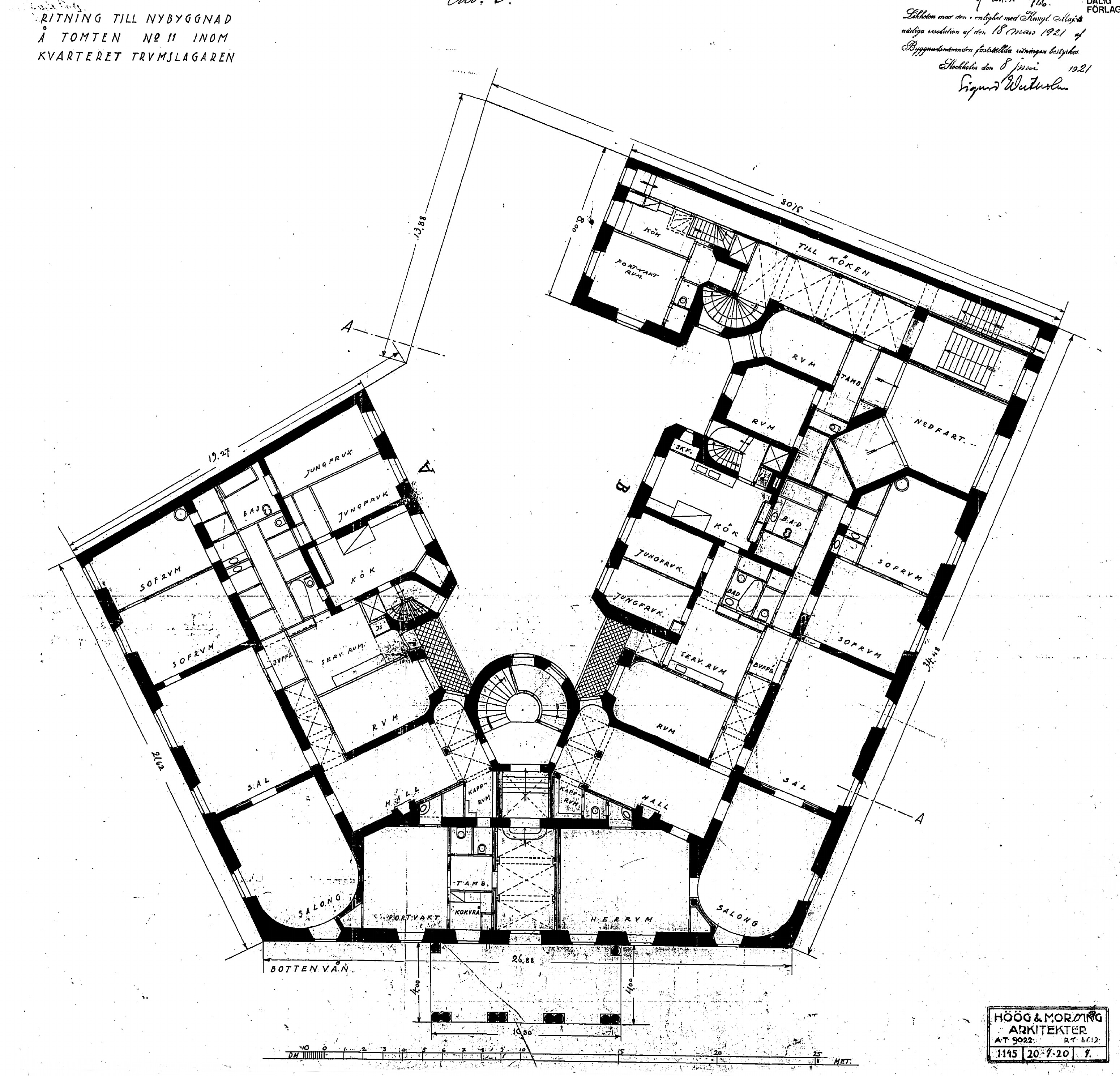
Bottenvåning.
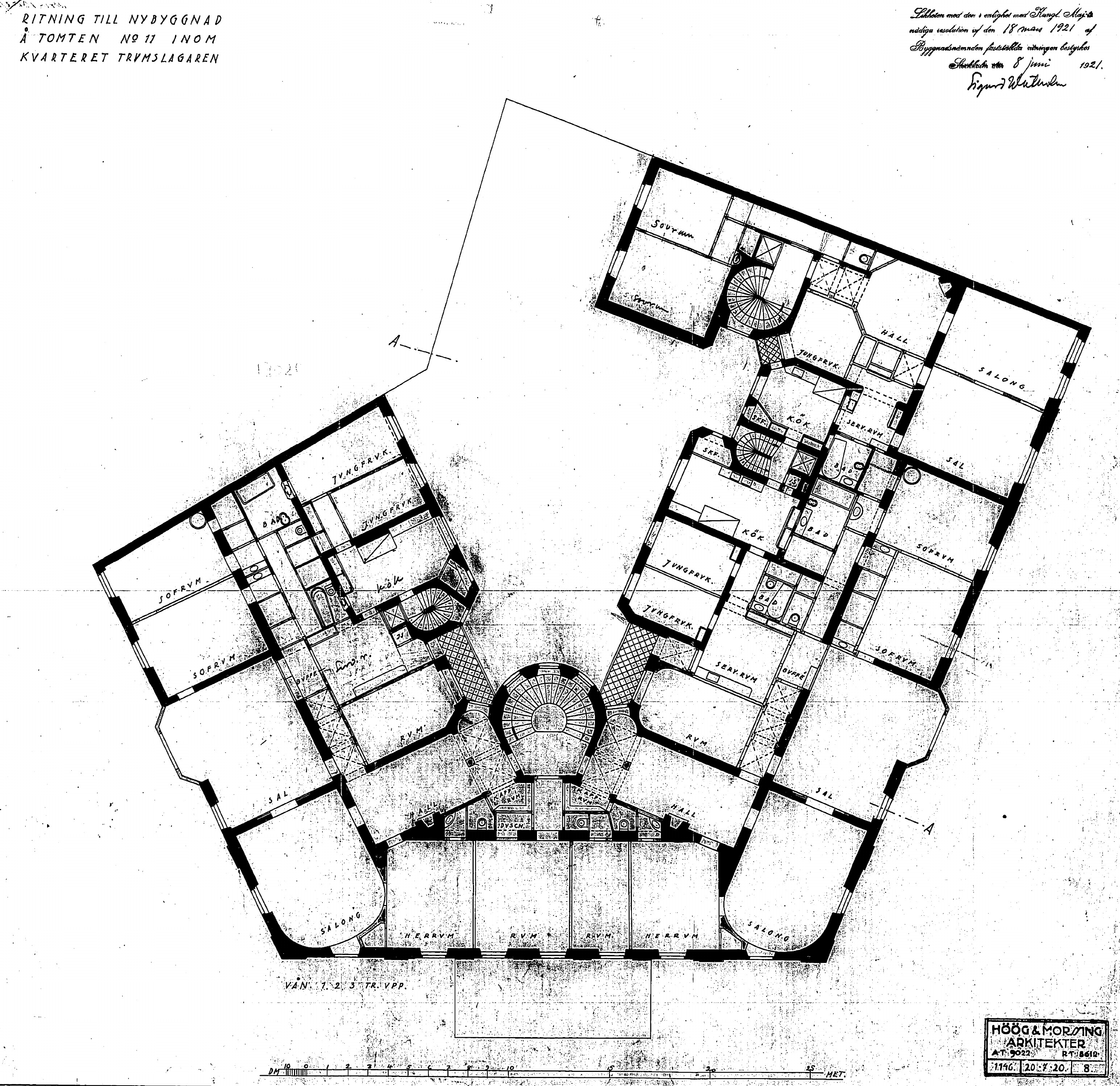
Våning 1–3 trappor.
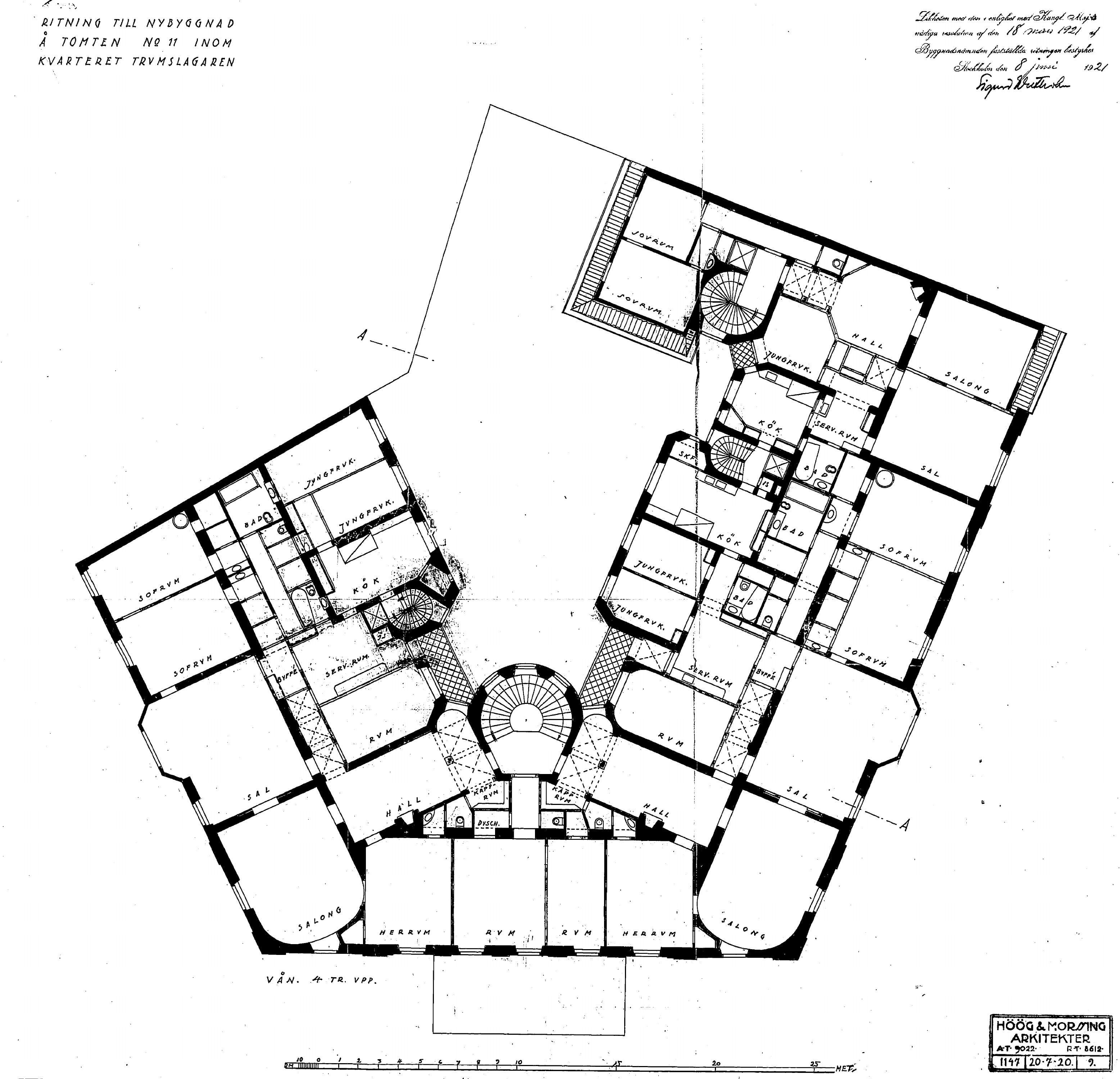
Våning 4 trappor.
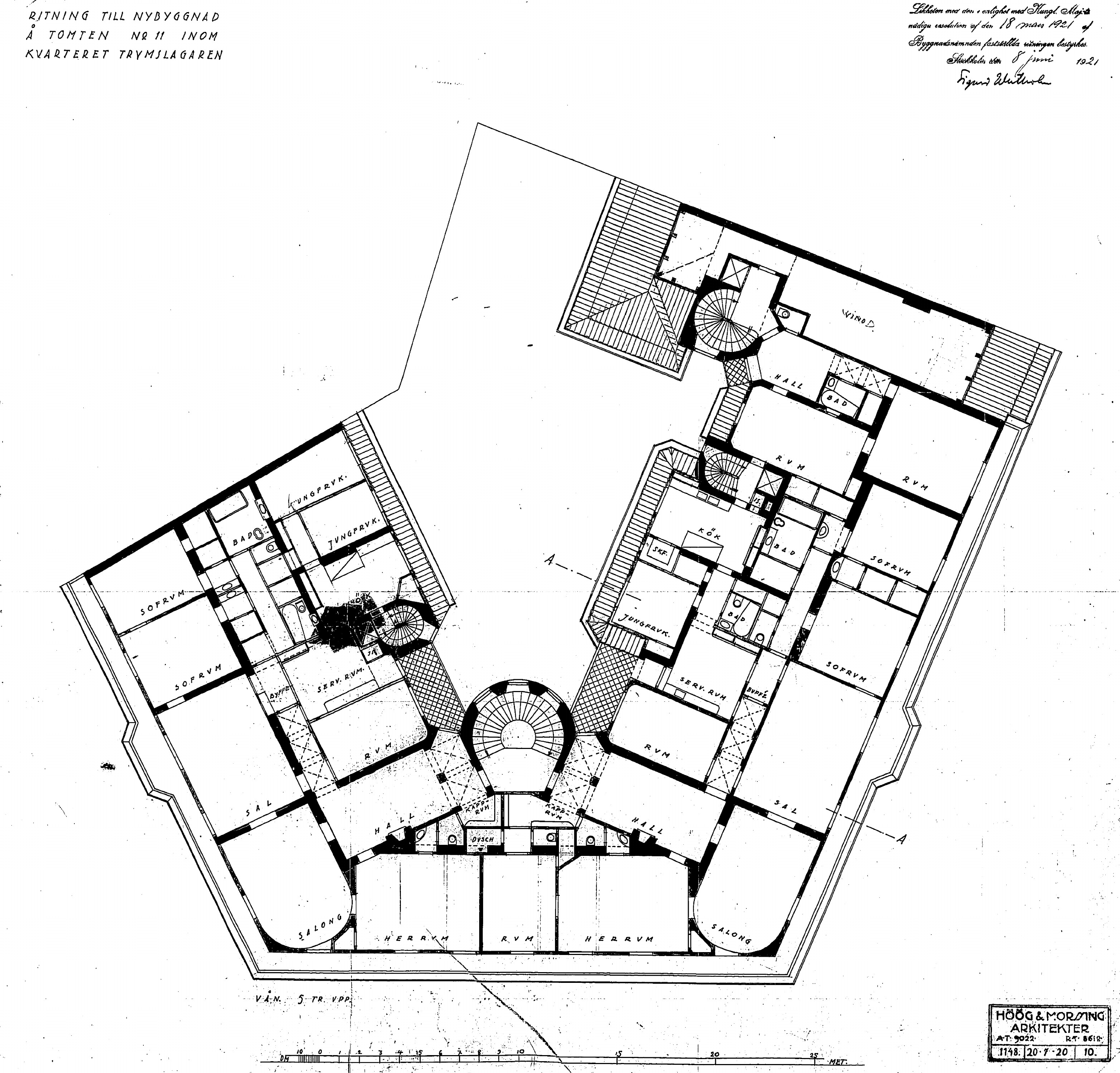
Vindsvåning.
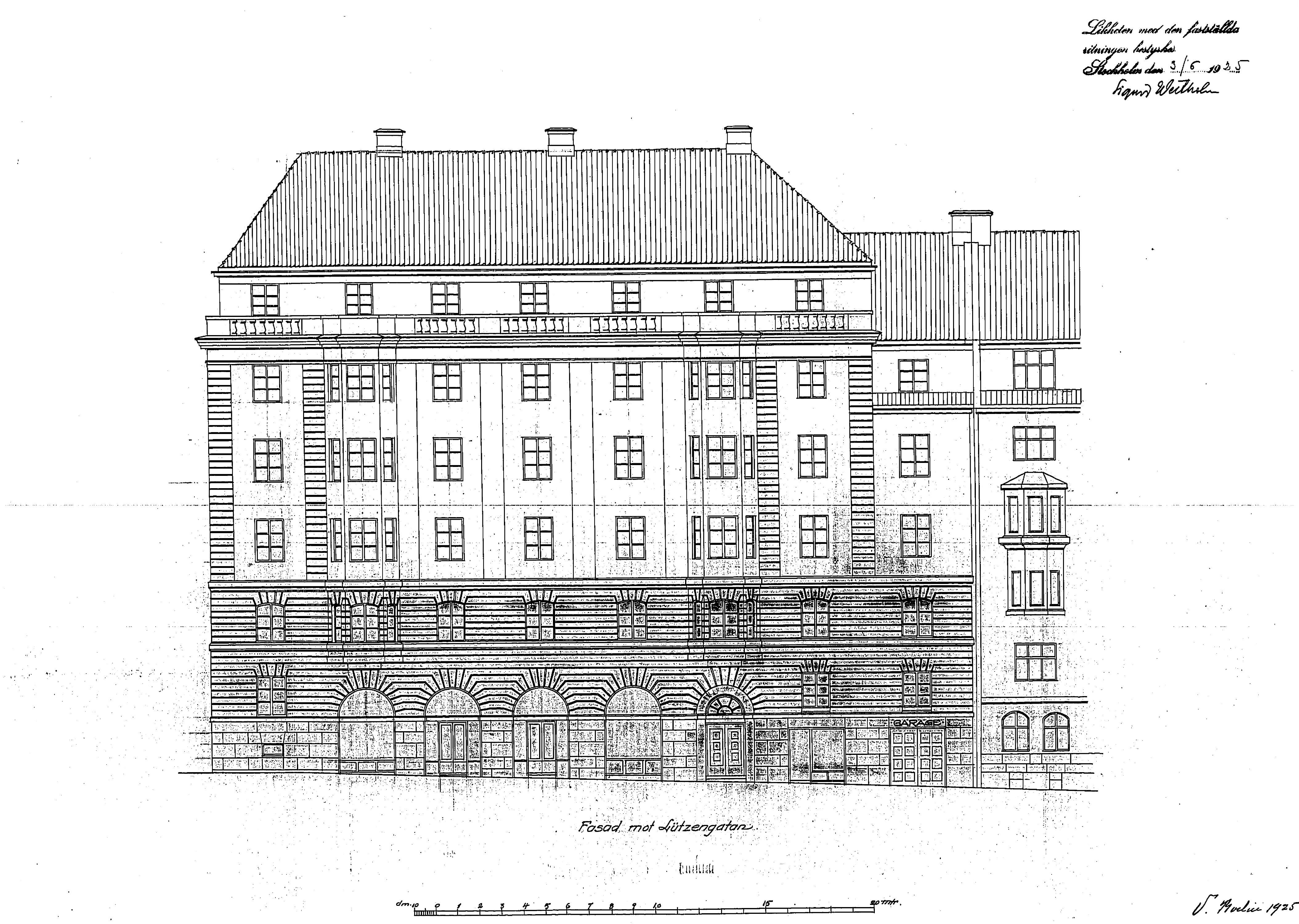
Fasad mot Lützengatan.